# Mikrocefali
Mikrocefali (av grekiskans μικρός (mikrós – liten) respektive κεφαλή (kephalē – huvud)) är en medfödd missbildning av hjärnan, som innebär att den drabbade får ett mindre huvud än vad som är genomsnittligt för dess åldersgrupp. Mikrocefali uppkommer redan i fosterlivet på grund av att hjärnans tillväxt av någon anledning störs. Anledningen till att huvudet blir litet är att hjärnan inte växer som den ska och innehåller för lite hjärnsubstans. Hjärnans vikt är ofta under 1 000 gram.
Ofta leder detta tillstånd till intellektuell funktionsnedsättning och ibland även till andra former av hjärnskador. Mikrocefali kan i vissa fall vara ärftligt och uppträder ofta inom olika syndrom. Ansiktet förblir dock normalstort. Sjukdomen har diskuterats som en förklaring till Homo floresiensis och delar för tillfället paleoantropologerna i två läger.
Mikrocefali ökade dramatiskt bland födda 2015 i Brasilien med 3000 fall, vilket är 20 gånger fler än vanligt i landet. Orsaken tycks vara zikafeber som uppkommer av ett virus som överförs av myggor.
Förekomsten av primär mikrocefali varierar mellan olika länder. I Skandinavien uppskattas frekvensen till mindre än ett barn per 100 000, eller ungefär ett barn per år i Sverige.